# ガンマ波

ガンマ波

ガンマ波、γ波（ガンマは，英: Gamma wave）は脳波のパターンの1つである。
ガンマ波は記憶や推論などの思考をしているときに現れる特徴があり、知覚や意識に関連付けられている。ガンマ波は神経細胞集団が電気信号を毎秒約 40 回 (40 Hz) の周波数で放出した際に発生するとされているが、大抵は 26 Hz から70 Hz ほどまでとされる。
高次認知活動は低い周波数のガンマ波が突然 40 Hz 程まで倍化した際に生じるとする研究もあるが、24 Hz 以上の脳波をガンマ波とする定義もある。
覚醒時、及びレム睡眠時に生じる低電位速波新皮質活動 (low voltage fast neocortical activity : LVFA) の際にガンマ波が常に発生しているとされている。ガンマ波を別個の分類とすることなくベータ波の一部とするべきだとする研究者も存在する。

## 高次推論能力との関連
ガンマ波は高次精神活動に関連しているとされている。脳の異なる領域におけるガンマ帯域の同期発火の一時的な状態は、認知処理の分散行列を生むメカニズムであるとして考えられており、知覚のような同期的で協奏的な認知活動を可能にする。例えば、ガンマ波は結びつけ問題 (binding problem) の解決との関連性が示唆されている。

## 意識
ガンマ波は、意識的または無意識的な視覚刺激がどのようにして神経同期的な反応を引き起こすかという点に関して研究されてきた
。この研究は神経活動の同期性によって神経系における確率共鳴を説明できる可能性を生むものでもある
。

## 誤検出の危険性
脳波計によって検出されるガンマ波は、多くの実験において筋電的な活動

と僅かな眼球運動

によるアーティファクトによるものであることを示す研究が存在する。したがって、これらのアーティファクトから、実際の脳活動に起因するガンマ波を識別するための慎重な信号の分離が必要不可欠である。

## 活用法
ガンマ波は使い方によっては認知機能の改善につながる可能性があるとされている。認知症患者の脳ではガンマ波の特定のリズム活動が弱まっているという研究報告があり、筑波大学発の新興企業であるピクシーダストテクノロジーズ（PxDT）社と塩野義製薬はその点に着目して2021年末から共同研究を進めている。その中で両社はテレビやラジオなどの音をリアルタイムで 40 Hz 周期の音へ変調できる特殊な技術であるガンマ波変調技術を用いた波音「ガンマ波サウンド」を開発した。この波音は脳を活性化し、ガンマ波を増強する可能性があるものとして有望されており、認知機能悪化の抑制や脳萎縮の抑制につながることが期待できるという。
2025年3月26日、東北地方のテレビ局17局が連携する「東北ケーブルテレビネットワーク」（TCN）は、視聴者に無理なく長期的に認知症の予防や認知機能のケアを行って貰うことを目的に、TCNとPxDTと塩野義製薬の3社が共に行う形でガンマ波サウンドを用いた独自番組の放送を開始することを公表し、同年6～7月頃に同地方のケーブルテレビ局10局で放送することを同日に3社共同での記者会見において発表している。

## 関連文献
- “Meditation Gives Brain a Charge, Study Finds”. WashingtonPost.com. 2005年6月16日閲覧。